# Wieferich-prímek
A számelméletben ha p prímszám, és p2 osztója 2p − 1 − 1-nek, akkor p Wieferich-prím. A Wieferich-prímek a kis Fermat-tételhez kapcsolódnak, ami azt állítja, hogy ha p páratlan prím, akkor osztója 2p − 1 − 1-nek. Arthur Wieferich 1909-ben írta le őket az akkori Fermat-sejtéshez, ma nagy Fermat-tételhez kapcsolódó feljegyzéseiben. Akkoriban már Fermat mindkét állítása közismert volt.
A Wieferich-prímek azóta más témákban is felbukkantak a számok és prímek különböző típusaival együtt, így a Mersenne- és a Fermat-számokkal, bizonyos típusú álprímekkel és a Wieferich-prímek eredeti definíciójának általánosításával kapott számokkal együtt. Idővel jobban megismerve ezeket a kapcsolatokat bizonyos prímszámok újabb tulajdonságait fedezték fel olyan általánosabb témákban, mint az abc-sejtés vagy a számtestek.
A kutatások ellenére eddig csak két Wieferich-prímet ismerünk, ezek az 1093 és a 3511 (A001220 sorozat az OEIS-ben).

## Példák
A kis Fermat-tétel erősítését a 2p − 1 ≡ 1 (mod p2) kongruenciával fejezik ki, amiből az egész számok kongruenciájának definíciójával következik, hogy ennek teljesítése ekvivalens a bevezetőben megadott állítás teljesítésével. Így ha p prím, és eleget tesz a kongruenciának, ekvivalens azzal, hogy p osztója a {\displaystyle {\tfrac {2^{p-1}-1}{p}}} Fermat-hányadosnak.
A 11 nem Wieferich-prím, mert ha p = 11, akkor {\displaystyle {\tfrac {2^{10}-1}{11}}=93}, ami 11-gyel osztva 5-öt ad maradékul. Ellenben 1093 Wieferich-prím, mert {\displaystyle {\tfrac {2^{1092}-1}{1093}}} (339 jegyű szám) osztható 1093-mal.

## Történetük
1902-ben W. F. Meyer belátott egy tételt a ap − 1 ≡ 1 (mod pr) kongruencia megoldásairól. Arthur Wieferich még ebben az évtizedben megmutatta, hogy ha a Fermat-sejtés megoldható lenne egy p páratlan prím kitevőre, akkor ennek a prímnek a fenti kongruencia megoldásának kell lennie a = 2 és r = 2 paraméterekkel. Más szavakkal, ha xp + yp + zp = 0 megoldható lenne a pozitív x, y, z egészekre és a p páratlan prímre, ahol p nem osztója xyz-nek, akkor teljesül 2p − 1 ≡ 1 (mod p2) is. 1913-ban P. G. H. Bachmann a {\displaystyle {\tfrac {2^{p-1}-1}{p}}\,{\bmod {\,}}p} maradékot vizsgálta, hogy mikor lesz nulla.
Az 1093 Wieferich-prím voltát még Waldemar Meissner bizonyította be 1913-ban, és megerősítette, hogy 2000 alatt nincs több ilyen prím. Minden 2000-nél kisebb prímre megvizsgálta {\displaystyle {\tfrac {2^{t}-1}{p}}\,{\bmod {\,}}p} legkisebb maradékát. Azt találta, hogy ez a maradék nulla, ha t = 364 és p = 1093. Ez megcáfolta Grave sejtését, hogy ilyen prímek márpedig nincsenek. E. Haentzschel elemi számításokkal ellenőrizte Meissner konguenciáját. Euler nyomán először belátta, hogy 10932 | (2182 + 1), és megjegyezte, hogy (2182 + 1) egy tényezője (2364 − 1)-nek. Azt is sikerült megmutatni, hogy 1093 Wieferich-prím volta bizonyítható a komplex számok használata nélkül, Meissner számításaival ellentétben. although Meissner himself hinted at that he was aware of a proof without complex values.
A 3511 hasonló tulajdonságát N. G. W. H. Beeger vette észre 1922-ben, és R. K. Guy 1965-ben egy másik bizonyítással állt elő. 1960-ban Kravitz megduplázta a Fröberg által megadott határt, majd 1961-ben Riesel kiterjesztette ezt a határt egészen 500 000-ig a BESK felhasználásával. 1980 körül Lehmer folytatta a keresést egészen 6·109-ig. 2006-ban ezt tovább emelték 2,5·1015-re, végül 3·1015-re. Azóta azt is tudjuk, hogy ha van még Wieferich-prím, akkor nagyobbnak kell lennie, mint 6,7·1015. Jelenleg elosztott számításokkal folytatják a kutatást az újabb Wieferich-prímek után. Ezek egyike a Wieferich@Home, a másika a PrimeGrid, ami 2011 decemberében indult. 2012 májusában a PrimeGrid 7·1015-re tolta ki a határt.
Nem ismert, hogy egyáltalán vannak-e még Wieferich-prímek, és ha igen, akkor végtelen sok van-e. Chris Caldwell sejtése szerint véges sok van, de vannak, akik azt sejtik, hogy végtelen sok ilyen prím létezik, és hogy egy x korlátig számuk log(log(x)). Ez azt feltételezi, hogy a (p − 1)-edik primitív egységgyökök egyenletesen oszlanak el modulo p2.

## Tulajdonságaik

### A nagy Fermat-tétel
A következő tétel kapcsolatot teremt a Wiefeich-prímek és a nagy Fermat-tétel között:
Legyen p prím, és legyenek az x, y, z pozitív egészek olyanok, hogy xp + yp + zp = 0.
Ha még azt is feltesszük, hogy a p prím nem osztója az xyz szorzatnak, akkor p Wieferich-prím kell, hogy legyen. Ezt a tételt még Wieferich látta be 1909-ben. Az oszthatósági kikötés a nagy Fermat-tétel első eseteként ismert.(FLTI) és az FLTI megbukik egy p prímre, ha a Fermat-egyenlet megoldható ezzel a p-vel, különben az FLTI teljesül p-re.
1910-ben Mirimanoff kibővítette a tételt, megmutatva, hogy ha teljesülnek a tétel előfeltételei, akkor a p prímre az is teljesül még, hogy p2 osztója 3p − 1 − 1-nek is. Sőt, Granville és Monagan szerint p2-nek még az mp − 1 − 1 mennziségnek osztójának is kell lennie az összes m ≤ 89 prímre. Suzuki ezt a határt tovább emelte minden m ≤ 113 prímre.
Legyen Hp relatív prím számpárokból alkotott halmaz, a p prím relatív prím az x, y és x + y, (x + y)p-1 ≡ 1 (mod p2)-hez, (x + ξy) a K ideál p-edik hatványa, ahol ξ = 2π/p + i sin 2π/p! K = Q(ξ) a racionális számoknak az a testbővítése, amit az ξ algebrai számok minimálpolinomjainak összes gyökének hozzávételével kapunk. Mivel ξ egységgyök, ezért körosztási testet kapunk. A Q(ξ) ideáljainak egyértelmű faktorizációjából kapjuk, hogy ha a nagy Fermat-tétel első esetének van x, y, z megoldása, akkor p osztója x+y+z-nek, és (x, y), (y, z) és (z, x) a Hp elemei.
Granville és Monagan belátta, hogy (1, 1) ∈ Hp akkor és csak akkor, ha p Wieferich-prím.

### Az abc-sejtés
Ha p egy prímszám, ami nem tesz eleget a Wieferich-prímek definiáló kongruenciájának, vagyis 2p − 1 ≢ 1 (mod p2), akkor p nem Wieferich-prím. J. H. Silverman 1988-ban megmutatta, hogy ha teljesül az abc-sejtés, akkor végtelen sok nem Wieferich-prím van. Pontosabban, létezik egy csak α-tól függő konstans, hogy egy X határ alatti α alapú nem Wieferich-prímek száma nagyobb, mint log(X), vagyis a végtelenbe tart. Az eddigi számítások szerint egy adott intervallumon nagyon kevés Wieferich-prím található. A Wieferich-prímek W2 és a nem Wieferich-prímek W2c halmaza komplementerek, tehát ha az egyik véges, a másiknak végtelennek kell lennie, mivel végtelen sok prímszám van.Később belátták azt is, hogy ha végtelen sok nem Wieferich-prím van, akkor következik az abc-sejtés egy ABC-(k, ε)-sejtésként ismert gyengített verziója. Sőt, végtelen sok nem Wieferich-prím esetén végtelen sok négyzetmentes Mersenne-szám létezik.

### A Mersenne- és a Fermat-számok
Az n-edik Mersenne-szám, Mn = 2n − 1 akkor lehet prím, ha n is prím. A kis Fermat-tétel állítása szerint ha p > 2 prím, akkor Mp−1 (= 2p − 1 − 1) osztható lesz p-vel. Mivel az Mp és az Mq prím indexű Mersenne-számok relatív prímek, azért
Ha q prím, akkor Mq egy p prímosztója Wieferich-prím akkor és csak akkor, ha p2 is osztója Mq-nak.
Ezért egy Mersenne-prím nem lehet Wieferich-prím. A számelmélet egy fontos megoldatlan kérdése, hogy minden prím sorszámú Mersenne-szám négyzetmentes-e. Ha egy Mq prím sorszámú Mersenne-szám nem négyzetmentes, akkor van egy p prím, aminek négyzete osztója Mq-nak. Ekkor p-nek Wieferich-prímnek kell lennie. Tehát, ha csak véges sok Wieferich-prím van, akkor legfeljebb véges sok nem négyzetmentes prím sorszuámú Mersenne-szám van, mivel ezek páronként relatív prímek. Rotkiewicz az állítás megfordítását is igazolta, tehát ha végtelen sok prím sorszámú négyzetmentes Mersenne-szám van, akkor a nem Wieferich-prímek száma is végtelen.
Hasonlóan, ha p prím, és osztója egy Fn = 22n + 1 Fermat-számnak, akkor p Wieferich-prím. Az ismert két Wieferich-prímről, 1093-ról és 3511-ről belátták, hogy egyik sem osztójsa egy Fermat- vagy Mersenne-számnak sem.

### Kapcsolat más egyenletekkel
Scott és Styer megmutatta, hogy az px – 2y = d egyenletnek egy megoldása van az pozitív egész számpárok halmazán az (x, y) párra, kivéve ha p2 | 2ordp 2 – 1 ahol ordp 2 a 2 multiplikatív rendje modulo p. Azt is belátták, hogy az ±ax1 ± 2y1 = ±ax2 ± 2y2 = c egyenlet egy általánosabb egyenlethalmaz specifikus alakja, kivéve ha a egy 1,25 x 1015-nél nagyobb Wieferich-prím.

### Periodikusság kettes számrendszerben
Johnson megfigyelte, hogy mindkét ismert Wieferich-prím alsó szomszédja a kettes számrendszerben periodikus jegyekből áll: 1092 = 0100010001002; 3510 = 1101101101102. A Wieferich@Home projekt ebből a megfigyelésből kiindulva kettes számrendfszerben periodikus számok felső szomszédját vizsgálja, de a legfeljebb 3500 bites legfeljebb 24 periódushosszú számok felső szomszédai nem Wieferich-prímek.

### Ekvivalens kongruenciák
A Wieferich-prímek más kongruenciákkal is definiálhatók. Ha p Wieferich-prím, akkor a 2p-1 ≡ 1 (mod p2) kongruenciát 2-vel megszorozva kapjuk, hogy 2p ≡ 2 (mod p2). p-edik hatványra emelve 2p2 ≡2p ≡ 2 (mod p2), és innen 2pk ≡ 2 (mod p2) minden k ≥ 1-re. Megfordítva, 2pk ≡ 2 (mod p2) egy k ≥ 1-re implikálja, hogy 2 multiplikatív rendje modulo p2 osztója a (pk-1, φ(p2))=p-1 legnagyobb közös osztónak. Másként, 2p-1 ≡ 1 (mod p2), és így p Wieferich-prím.
Még Bolyai megmutatta, hogy ha p és q prímek, a egyikkel sem osztható pozitív egész, és ap-1 ≡ 1 (mod q), aq-1 ≡ 1 (mod p), akkor apq-1 ≡ 1 (mod pq). A p = q helyettesítésselap2-1 ≡ 1 (mod p2). Azt is belátták, hogy ap2-1 ≡ 1 (mod p2) akkor és csak akkor, ha ap-1 ≡ 1 (mod p2).

### Álprímek
Megfigyelték, hogy mindkét ismert Wieferich-prím négyzetes prímtényezője az összes 2 alapú Fermat-álprímnek egészen 25·109-ig. A későbbi számítások megmutatták, hogy az álprímek egyetlen magasabb hatványon szereplő tényezői egészen 1012-ig csak 1093 és 3511. Sőt, a következők is teljesülnek: legyen n 2 alapú álprím, és p prímosztója n-nek. Ha {\displaystyle {\tfrac {2^{n-1}-1}{n}}\not \equiv 0{\pmod {p}}}, akkor {\displaystyle {\tfrac {2^{p-1}-1}{p}}\not \equiv 0{\pmod {p}}} is teljesül. Továbbá, ha p Wieferich-prím, akkor p2 Catalan-álprím.

### Irányított gráfok
A 100 000-nél kisebb prímek esetén L(pn+1) = L(pn) kétszer teljesül: L(10932) = L(1093) = 364 és L(35112) = L(3511) = 1755, ahol m a kétszerező diagram modulusa, és L(m) az 1 körén levő csúcsok száma. A kétszerező diagram csúcsai az m-nél kisebb {\displaystyle \mathbb {N} _{0}}-beli természetes számok, és csak az x-ből a modulo m redukált 2x-be mutató élek léteznek.:74 Megmutatták, hogy minden páratlan prímszám esetében vagy az L(pn+1) = p × L(pn) vagy az L(pn+1) = L(pn) állítás teljesül.

### Számtestek
Tudjuk, hogy {\displaystyle \chi _{D_{0}}{\big (}p{\big )}=1} és {\displaystyle \lambda \,\!_{p}{\big (}\mathbb {Q} {\big (}{\sqrt {D_{0}}}{\big )}{\big )}=1} akkor és csak akkor, ha 2p − 1 ≢ 1 (mod p2)ahol p páratlan prím és {\displaystyle D_{0}<0} a képzetes {\displaystyle \mathbb {Q} {\big (}{\sqrt {1-p^{2}}}{\big )}} kvadratikus test fundamentális diszkriminánsa. Legyen p Wieferich-prím. Ha p ≡ 3 (mod 4), akkor legyen {\displaystyle D_{0}<0} a {\displaystyle \mathbb {Q} {\big (}{\sqrt {1-p}}{\big )}} képzetes kvadratikus test fundamentális diszkriminánsa. Ha p ≡ 1 (mod 4), akkor legyen {\displaystyle D_{0}<0} a {\displaystyle \mathbb {Q} {\big (}{\sqrt {4-p}}{\big )}} képzetes kvadratikus test fundamentális diszkriminánsa. Ekkor {\displaystyle \chi _{D_{0}}{\big (}p{\big )}=1} és {\displaystyle \lambda \,\!_{p}{\big (}\mathbb {Q} {\big (}{\sqrt {D_{0}}}{\big )}{\big )}=1} ahol χ és λ Iwasawa-invariánsok.
Továbbá: legyen q páratlan prím, k és p prímek úgy, hogy p = 2k + 1, k ≡ 3 (mod 4), p ≡ −1 (mod q), p ≢ −1 (mod q3) és q rendje modulo k is {\displaystyle {\tfrac {k-1}{2}}}. Tegyük fel továbbá, hogy q osztója h+-nak, ami a {\displaystyle \mathbb {Q} {\big (}\zeta \,\!_{p}+\zeta \,\!_{p}^{-1}{\big )}} valós körosztási test osztályszáma. Ekkor q Wieferich-prím. Ez akkor is teljesül, ha a p ≡ −1 (mod q) és a p ≢ −1 (mod q3) feltételeket p ≡ −3 (mod q) és p ≢ −3 (mod q3) helyettesíti, vagy ha p ≡ −1 (mod q) helyett p ≡ −5 (mod q), amikor is q Wall−Szun−Szun prím, és az inkongruencia helyett p ≢ −5 (mod q3) teljesül.

### Periódusuk
Ha x egész szám, akkor legyen a b alapú periódusa reciprokának periódusának hossza! Például a 3 10-es alapú periódusa 1, mivel 1/3 = 0,3; 2-es alapú periódusa viszont 2, merthogy 3 = 0,01 a kettes számrendszerben. Általában igaz, hogy ha x egész, akkor periódusa megegyezik b multiplikatív rendjével modulo x. Ha x Wieferich-prím, akkor bx−1 ≡ 1 (mod x2). Ha x2 osztója bp − 1-nek, akkor x2 periódushossza megegyezik x periódusával. Garza és Young azt állította, hogy 1093 periódusa 1092, és hogy ugyanez 10932 periódusa is, de 2 multiplikatív rendje modulo 10932 364, ami rácáfol erre az állításra.

### A Wieferich-prímek hatványainak rendje modulo 2
Egészen 4 x 1012-ig csak két prímre teljesül az ordp2 2 = ordp 2 állítás, és ezek az 1093 és a 3511. Ismert továbbá, hogy ord1093 2 = 364 és ord3511 2 = 1755.
H. S. Vandiver belátta, hogy 2p-1 ≡ 1 (mod p3) akkor és csak akkor, ha {\displaystyle 1+{\tfrac {1}{3}}+\dots +{\tfrac {1}{p-2}}\equiv 0{\pmod {p^{2}}}}.

## Általánosítások

### Majdnem Wieferich-prímek
A majdnem Wieferich-prímek éppen azok a prímek, amelyeket p-be helyettesítve 2(p−1)/2 ≡ ±1 + Ap (mod p2), ahol |A| abszolútértéke kicsi. (A195988 sorozat az OEIS-ben). Az A = 0 majdnem Wieferich-prímek éppen a Wieferich-prímek. A Wieferich-prímeket kereső kutatások majdnem Wieferich-prímeket is keresnek. Az alábbi táblázat felsorolja az [1·109, 3·1015] intervallumba eső majdnem Wieferich-prímeket. Ezt a határt P. Carlisle, R. Crandall és M. Rodenkirch közös kutatással érték el.
| p                | 1 vagy −1 | A   |
| ---------------- | --------- | --- |
| 3520624567       | +1        | −6  |
| 46262476201      | +1        | +5  |
| 47004625957      | −1        | +1  |
| 58481216789      | −1        | +5  |
| 76843523891      | −1        | +1  |
| 1180032105761    | +1        | −6  |
| 12456646902457   | +1        | +2  |
| 134257821895921  | +1        | +10 |
| 339258218134349  | −1        | +2  |
| 2276306935816523 | −1        | −3  |

Dorais és Klyve egy másik definíciót adott a majdnem Wieferich-prímekre. Ha p prím, pontosan akkor lesz majdnem Wieferich-prím, ha {\displaystyle \left|{\tfrac {\omega (p)}{p}}\right|} ahol {\displaystyle \omega (p)={\tfrac {2^{p-1}-1}{p}}\,{\bmod {\,}}p} kis abszolútértékű, és megegyezik 2 Fermat-hányadosa p-re modulo p, ahol a modulo maradék a legkisebb abszolútértékű reprezentánst adja. A következő táblázat a p ≤ 6.7 × 1015 prímeket tartalmazza, amelyekre {\displaystyle \left|{\tfrac {\omega (p)}{p}}\right|\leq 10^{-14}}.
| p                | {\displaystyle \omega (p)} | {\displaystyle \left\|{\tfrac {\omega (p)}{p}}\right\|\times 10^{14}} |
| ---------------- | -------------------------- | --------------------------------------------------------------------- |
| 1093             | 0                          | 0                                                                     |
| 3511             | 0                          | 0                                                                     |
| 2276306935816523 | +6                         | 0.264                                                                 |
| 3167939147662997 | −17                        | 0.537                                                                 |
| 3723113065138349 | −36                        | 0.967                                                                 |
| 5131427559624857 | −36                        | 0.702                                                                 |
| 5294488110626977 | −31                        | 0.586                                                                 |
| 6517506365514181 | +58                        | 0.890                                                                 |

### Azaalapú Wieferich-prímek
Egy prímszám, p a alapú Wieferich-prím, ha
ap − 1 ≡ 1 (mod p2).
Egy ilyen prím nem lehet az a alap osztója, mert akkor 1 osztójának is kellene lennie.

### Wieferich-párok
Két prímszám, p és q Wieferich-párt alkot, ha:
pq − 1 ≡ 1 (mod q2) and qp − 1 ≡ 1 (mod p2)
Egy Wieferich-prím Wieferich-párt alkot a 2-vel, ha p-be helyettesítve p ≡ 1 (mod 4). Jelenleg csak egyetlen ilyen példát ismerünk, a p = 1093-at. Összesen 6 Wieferich-párt ismerünk.

### Wieferich-számok
A w ≥ 3 páratlan egész Wieferich-szám, ha teljesül rá, hogy 2φ(w) ≡ 1 (mod w2), ahol φ(·) az Euler-függvény. Ha w Wieferich-szám és prím, akkor Wieferich-prím. A legkisebb Wieferich-számok:
1093, 3279, 3511, 7651, 10533, 14209, 17555, 22953, 31599, 42627, 45643, … (A077816 sorozat az OEIS-ben)
Belátható, hogy ha véges sok Wieferich-prím van, akkor a Wieferich-számok száma is véges. Pontosabban, ha az összes Wieferich-prím 1093 és 3511, akkor pontosan 104 Wieferich-szám van, és ezek azok, amelyeket mind ismerünk.
Általánosabban, w a alapú Wieferich-szám, ha egész, és aφ(w) ≡ 1 (mod w2).
Egy másik definíció szerint q Wieferich-szám, ha páratlan egész, és nem relatív prím {\displaystyle {\tfrac {2^{m}-1}{q}}}-hoz, ahol m a 2 multiplikatív rendje modulo q. Az első néhány ilyen szám:

21, 39, 55, 57, 105, 111, 147, 155, 165, 171, 183, … (A182297 sorozat az OEIS-ben)
Eszerint a definíció szerint is, ha egy Wieferich-szám prím, akkor Wieferich-prím.

### Lucas–Wieferich-prímek
Ha (P, Q) egész számokból alkotott számpár, akkor p hozzájuk asszociált Lucas–Wieferich-prím, ha Up-ε(P, Q) ≡ 0 (mod p2), ahol Un(P, Q) a Lucas-sorozat, és ε a P2 - 4Q Legendre-szimbóluma modulo p. A Wieferich-prímek egyben a (3, 2) párhoza asszociált Lucas–Wieferich-prímek.

### Wieferich-helyek
Legyen K számtest, vagy egy változós függvénytest egy véges test fölött, és legyen E elliptikus görbe! Ha v nem arkhimédészi helye a K test qv normájának, és az a ∈ K elemre v(a) = 0, akkor v(aqv-1-1) ≥ 1. v a alapú Wieferich-hely, ha v(aqv-1-1) > 1. P alapú Wieferich-hely, ha P ∈ E, és NvP ∈ E2. Erős P alapú Wieferich-hely, ha P ∈ E, és nvP ∈ E2, ahol nv a P pont rendje modulo v, és Nv az E görbe redukciójának racionális pontjainak száma modulo v.